# Zumdorf

Franz Xaver Triner (1767–1824): Zumdorf

Zumdorf ist ein Weiler (eher eine Einzelsiedlung) in der Gemeinde Hospental im Kanton Uri in der Schweiz.

## Geographie
Der Weiler Zumdorf liegt im Süden Uris im Urserental zwischen Hospental und Realp und gehört politisch zur Gemeinde Hospental.

## Verkehr
In Zumdorf existiert ein Halt der Postautos. Der Glacier Express der Matterhorn-Gotthard-Bahn (MGB) fährt unmittelbar an der Gemeinde vorbei. Zudem verläuft die Hauptstrasse Nummer 19 über Zumdorf.

## Geschichte und Bevölkerung
Bis 1851 hatte Zumdorf 50 Einwohner, wurde dann aber von einer gewaltigen Lawine verschüttet. Zumdorf wird zurzeit (2017) von einer einzigen Familie, die aus drei Personen besteht, ganzjährig bewohnt und wurde offiziell zum «kleinsten Dorf der Schweiz» erklärt.

## Sehenswürdigkeiten
Aus der Blütezeit des Dorfes stammt die kleine barocke Kapelle St. Nikolaus.